# Hong Kong Sapling Cup 2024-2025
La Hong Kong Sapling Cup 2024-2025, anche nota come JC Sapling Cup per motivi di sponsorizzazione, è stata la 10ª edizione della coppa di lega hongkonghese di calcio. La competizione è iniziata il 12 ottobre 2024 ed è terminata il 1º maggio 2025 con la finale.
Ogni squadra deve schierare almeno tre giocatori under 22 (nati dopo il 1º gennaio 2002) e un massimo di sei giocatori stranieri.
L'H.K. Rangers è la squadra campione in carica, avendo vinto il suo primo titolo nell'edizione precedente. La competizione è stata vinta dal Southern District, alla sua seconda vittoria del trofeo.

## Formula
Alla Coppa prendono parte 9 squadre, provenienti dalla Hong Kong Premier League 2024-25, divise in due gironi, uno da 5 squadre e uno da 4, che giocano partite di sola andata. Al termine della fase a gironi, le prime due classificate di ogni girone si qualificano per le semifinali.

## Calendario
| Turno         | Date                            | Numero di incontri | Numero di squadre |
| ------------- | ------------------------------- | ------------------ | ----------------- |
| Fase a gironi | 12 ottobre 2024 - 23 marzo 2025 | 16                 | 9 → 4             |
| Semifinali    | 2025                            | 2                  | 4 → 2             |
| Finale        | 1 maggio 2025                   | 1                  | 2 → 1             |

## Fase a gironi

### Girone A
|  | Pos. | Squadra        | Pt | G | V | N | P | GF | GS | DR  |
|  | ---- | -------------- | -- | - | - | - | - | -- | -- | --- |
|  | 1.   | Tai Po         | 10 | 4 | 3 | 1 | 0 | 11 | 5  | +6  |
|  | 2.   | Eastern        | 7  | 4 | 2 | 1 | 1 | 9  | 4  | +5  |
|  | 3.   | North District | 5  | 4 | 1 | 2 | 1 | 8  | 8  | 0   |
|  | 4.   | Kitchee        | 5  | 4 | 1 | 2 | 1 | 5  | 6  | -1  |
|  | 5.   | HKFC           | 0  | 4 | 0 | 0 | 4 | 3  | 13 | -10 |

### Girone B
|  | Pos. | Squadra           | Pt | G | V | N | P | GF | GS | DR |
|  | ---- | ----------------- | -- | - | - | - | - | -- | -- | -- |
|  | 1.   | Southern District | 6  | 3 | 2 | 0 | 1 | 5  | 1  | +4 |
|  | 2.   | Lee Man           | 6  | 3 | 2 | 0 | 1 | 5  | 2  | +3 |
|  | 3.   | H.K. Rangers      | 6  | 3 | 2 | 0 | 1 | 3  | 2  | +1 |
|  | 4.   | Kowloon City      | 0  | 3 | 0 | 0 | 3 | 2  | 10 | -8 |

## Fase finale

### Semifinali
| Squadra 1         | Risultato       | Squadra 2 |
| ----------------- | --------------- | --------- |
| 9 aprile 2025     |                 |           |
| Southern District | 1 - 0           | Eastern   |
| 16 aprile 2025    |                 |           |
| Tai Po            | 1 - 1 (2-4 dtr) | Lee Man   |

### Finale
| Arbitro: | Lau Fong Hei |

|  |           |                                               |
|  | Marcatori | 25’ Acosta 32’ Pereira 35’ Kessi 67’ Ichikawa |